# Церква Пратулинських мучеників (Старі Петликівці)
Церква Пратулинських мучеників у Старих Петликівцях — парафія і храм греко-католицької громади Бучацького деканату Бучацької єпархії Української греко-католицької церкви в селі Старі Петликівці Чортківського району Тернопільської области.

## Історія церкви
Парафія була заснована 24 липня 1991 року, а храм збудували в 1992-му. Головними жертводавцями будівництва були отець Доротей Шимчій, ЧСВВ, та владика Інокентій Лотоцький. Розпис храму виконав пан Кістечко з Львівщини.
Освячення храму відбулося в 1993 році за участі владик Іринея Білика та Софрона Дмитерка, отця Доротея Шимчія та інших священників деканату.
У церкві зберігаються мощі великомученика Димитрія Солунського та Пратулинських мучеників.
З нагоди 2000-ліття Різдва Христового було збудовано Хресну дорогу, яку освятив владика Іриней Білик.

## Парохи
- о. Роман Рудницький (1 вересня 1898 — лютий 1921),[джерело?]
- о. Володимир Гук (1923—1930),[джерело?]
- о. Григорій Канак (1991—січень 1993),
- о. Євген Шмадило (з січня 1993).